# پردمیریتسه ناد لابم
پردمیریتسه ناد لابم (به چکی: Předměřice nad Labem) یک منطقهٔ مسکونی در جمهوری چک است که در ناحیه هرادتس کرالووه واقع شده‌است. پردمیریتسه ناد لابم ۱٬۸۰۶ نفر جمعیت دارد.